# Freedom to Travel to Cuba Act
Freedom to Travel to Cuba Act är en föreslagen federal lagstiftning i USA, introducerad till USA:s kongress i februari 2009. Om lagförslaget skulle gå igenom skulle amerikanska medborgare för första gången sedan 1963 få obegränsad rätt att resa till Kuba. Lagförslaget introducerades av demokraten William Delahunt från Massachusetts, med åtta medsponsorer, däribland demokraterna Rosa DeLauro och Sam Farr samt republikanen Ron Paul.